# Huanal, Huitiupán
Huanal är en ort i Mexiko.   Den ligger i kommunen Huitiupán och delstaten Chiapas, i den sydöstra delen av landet, 700 km öster om huvudstaden Mexico City. Huanal ligger 881 meter över havet och antalet invånare är 886.
Terrängen runt Huanal är bergig västerut, men österut är den kuperad. Runt Huanal är det ganska tätbefolkat, med 70 invånare per kvadratkilometer. Närmaste större samhälle är Amatán, 12,7 km nordväst om Huanal. I omgivningarna runt Huanal växer i huvudsak städsegrön lövskog.